# Sudamericano Juvenil M18 de Rugby 2019 (Montevideo)
El Sudamericano Juvenil M18 de Rugby de 2019, oficialmente Torneo Sudamericano M18 Challenge, fue la segunda edición del torneo que se disputó entre el 6 y 8 de junio en Montevideo, Uruguay.
El formato del torneo fue el de todos contra todos, a suma de puntos y de tiempo reducido (2 tiempos de 20 minutos)

## Equipos participantes
- Selección juvenil de rugby de Argentina (Pumitas M18)
- Selección juvenil de rugby de Brasil (Tupís M18)
- Selección juvenil de rugby de Chile (Cóndores M18)
- Selección juvenil de rugby de Paraguay (Yacarés M18)
- Selección juvenil de rugby de Uruguay (Teritos M18)

## Posiciones
| Pos. | Equipo    | Encuentros | Encuentros | Encuentros | Encuentros | Tantos  | Tantos    | Tantos     | Puntos |
| Pos. | Equipo    | jugados    | ganados    | empatados  | perdidos   | a favor | en contra | diferencia | Puntos |
| ---- | --------- | ---------- | ---------- | ---------- | ---------- | ------- | --------- | ---------- | ------ |
| 1    | Argentina | 4          | 4          | 0          | 0          | 201     | 10        | + 191      | 12     |
| 2    | Uruguay   | 4          | 3          | 0          | 1          | 93      | 45        | + 48       | 9      |
| 3    | Chile     | 4          | 2          | 0          | 2          | 59      | 68        | - 9        | 6      |
| 4    | Brasil    | 4          | 1          | 0          | 3          | 27      | 134       | - 107      | 3      |
| 5    | Paraguay  | 4          | 0          | 0          | 4          | 12      | 138       | - 126      | 0      |

Nota: Se otorgan 3 puntos al equipo que gane un partido, 1 al que empate y 0 al que pierda

## Resultados

### Día 1
| 6 de junio | Argentina | 68 - 3 | Paraguay | Estadio Charrúa, Montevideo |  |

| 6 de junio | Uruguay | 39 - 0 | Brasil | Estadio Charrúa, Montevideo |  |

| 6 de junio | Argentina | 43 - 7 | Chile | Estadio Charrúa, Montevideo |  |

| 6 de junio | Paraguay | 7 - 22 | Brasil | Estadio Charrúa, Montevideo |  |

| 6 de junio | Uruguay | 20 - 12 | Chile | Estadio Charrúa, Montevideo |  |

### Día 2
| 8 de junio | Chile | 14 - 0 | Paraguay | Estadio Charrúa, Montevideo |  |

| 8 de junio | Brasil | 0 - 62 | Argentina | Estadio Charrúa, Montevideo |  |

| 8 de junio | Uruguay | 34 - 5 | Paraguay | Estadio Charrúa, Montevideo |  |

| 8 de junio | Brasil | 5 - 26 | Chile | Estadio Charrúa, Montevideo |  |

| 8 de junio | Uruguay | 0 - 28 | Argentina | Estadio Charrúa, Montevideo |  |

| Bandera de Argentina              |
| Campeón} Argentina Segundo título |